# Ниими, Масаити
Масаити Ниими (яп. 新見 政一 Ниими Масаити, 4 февраля 1887, Хиросима — 2 апреля 1993, Хиросима) — адмирал Императорского флота Японии.

## Биография
Родился в 1887 году в префектуре Хиросима, был вторым сыном в семье производителей соевого соуса. В 1908 году закончил Кайгун хэйгакко, служил мичманом на крейсерах «Асо» и «Идзумо». В январе 1910 года стал энсином, в декабре 1911 года был произведён в младшие лейтенанты. В 1910 году учился в торпедно-артиллерийском училище, после чего вернулся на крейсер «Асо», затем служил на эсминце «Яёи».
После производства в лейтенанты 1 декабря 1914 года Масаити Ниими служил на крейсере «Катори», броненосном крейсере «Ибуки», линейном корабле «Кавати», эсминце «Умикадзэ». В 1917 году поступил в Кайгун дайгакко, где специализировался в морской артиллерии; после выпуска в ноябре 1919 года стал главой артиллерийской части на линкоре «Исэ», 1 декабря 1920 года был произведён в лейтенант-коммандеры. В 1923—1925 годах служил военно-морским атташе в Великобритании, 1 декабря 1924 года был произведён в коммандеры.
По возвращении в Японию в 1926 году получил назначение на крейсер «Кума». 30 ноября 1929 года был произведён в кэптены. 1 апреля 1931 года получил под командование свой первый корабль — крейсер «Ои»; впоследствии командовал крейсерами «Якумо» и «Мая».
15 ноября 1935 года Масаити Ниими был произведён в контр-адмиралы. В 1937 году сопровождал принца Титибу в Великобританию на церемонию коронации короля Георга VI, после чего посетил Францию, Германию и США. Был начальником штаба военно-морского района Курэ и 2-го флота, 15 ноября 1939 года был произведён в вице-адмиралы и стал комендантом Кайгун хэйгакко.
4 апреля 1941 года Масаити Ниими стал командующим 2-м Китайским экспедиционным флотом, и отвечал за морскую составляющую захвата Гонконга, в которой его роль свелась к блокаде гонконгской гавани. После этого он стал номинальным согубернатором Гонконга на пару с генералом Такаси Сакаи, но его власть была ограничена морской зоной.
14 июля 1942 года Масаити Ниими был назначен командующим военно-морским районом Майдзуру. В марте 1944 года вышел в отставку.